# قيقب جلدي
القيقب الجلدي نوع نباتي ينتمي إلى جنس القيقب من الفصيلة الصابونية.